# Mühlenfelder Land
Das Mühlenfelder Land ist eine Flurbezeichnung in Neustadt am Rübenberge in der Region Hannover in Niedersachsen. Das Mühlenfelder Land umfasst die vier Stadtteile Borstel, Dudensen, Hagen und Nöpke.

## Geografie

### Geografische Lage
Das Mühlenfelder Land liegt an der nördlichen Grenze des Neustädter Stadtgebietes. Im Norden liegt die Gemeinde Steimbke im Landkreis Nienburg, im Osten die Gemeinde Lindwedel im Landkreis Heidekreis, im Süden Wunstorf im Calenberger Land und im Westen Husum im Landkreis Nienburg.

### Flurgliederung
Das Mühlenfelder Land besteht aus einem Verbund der folgenden Dörfer:

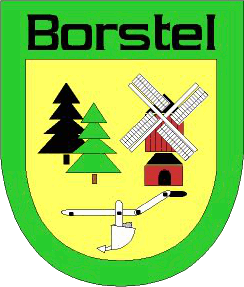
Borstel
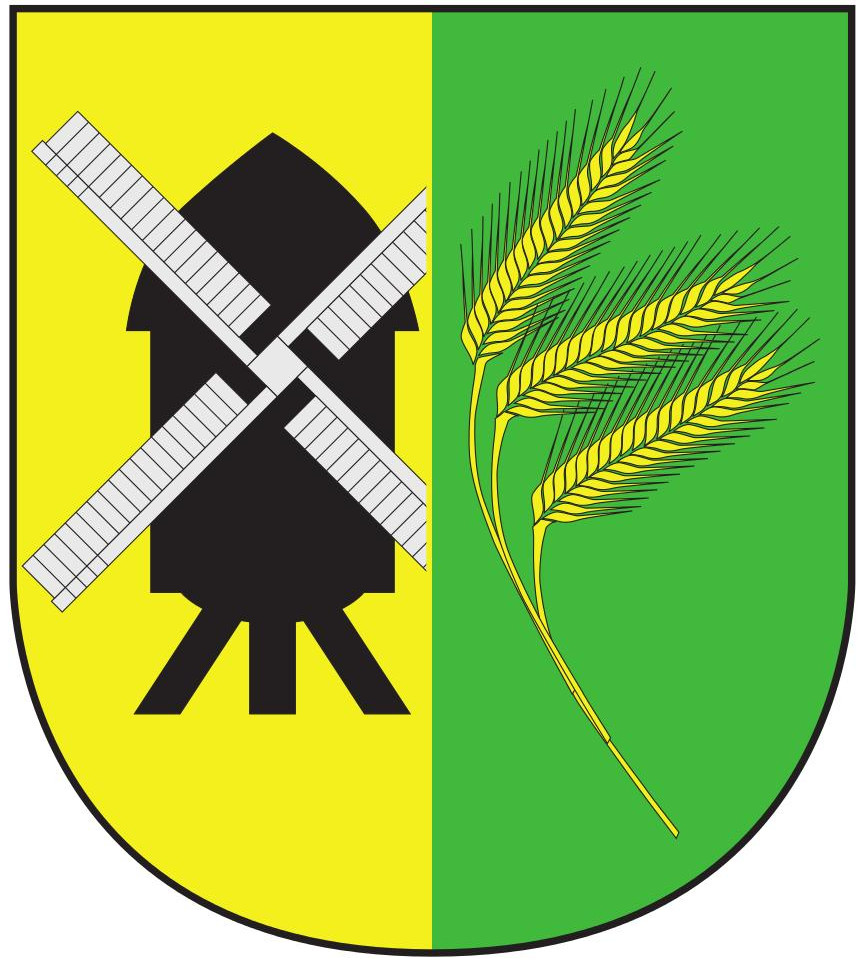
Dudensen
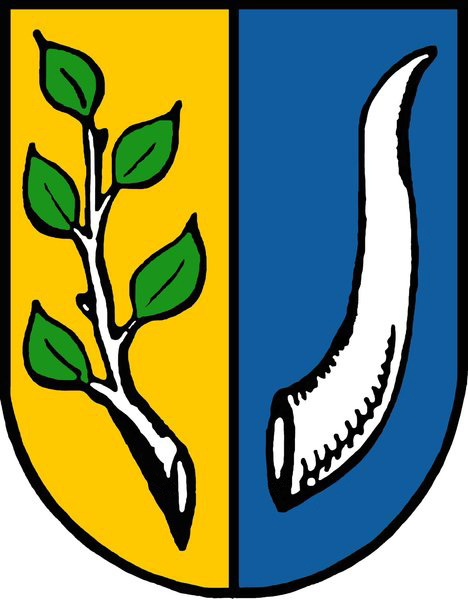
Hagen
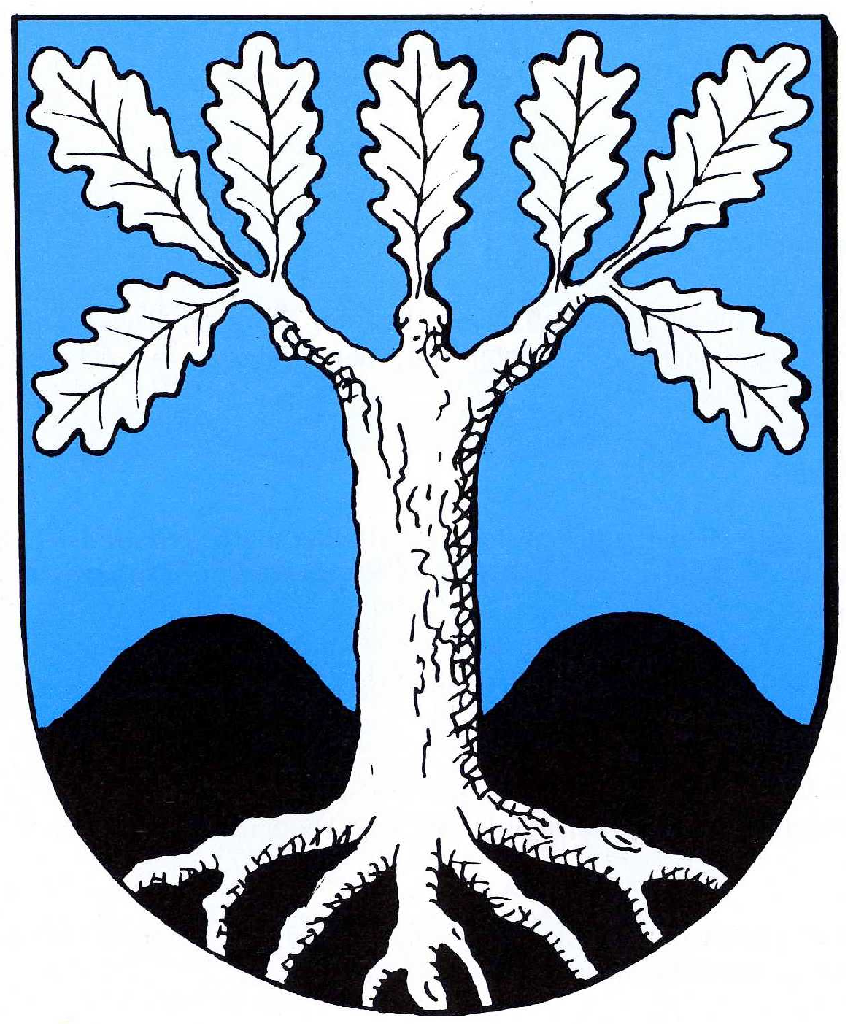
Nöpke

 mit einem gemeinschaftlichen Ortsrat.

## Geschichte
Die vier Dörfer Borstel, Dudensen, Hagen und Nöpke sind am 30. Juni 2009 ausgewählt worden um gemeinsam am Dorferneuerungsprogramm teilzunehmen. In Anlehnung an den alten Flurnamen spricht man von „Mühlenfelder Land“.

## Politik

### Ortsrat
Der Ortsrat vom Mühlenfelder Land setzt sich aus einer Ratsfrau und zehn Ratsherren zusammen. Im Ortsrat befinden sich zusätzlich 17 beratende Mitglieder.
Aktuelle Sitzverteilung (Stand: Kommunalwahl 11. September 2016)
| Wahl | SPD     | CDU     | UWG-NRÜ |
| ---- | ------- | ------- | ------- |
| 2016 | 5 Sitze | 5 Sitze | 1 Sitz  |

(Quelle:)
Sitzverteilung der vergangenen Wahl (Stand: Kommunalwahl 11. September 2011)
| Wahl | SPD     | CDU     |
| ---- | ------- | ------- |
| 2011 | 7 Sitze | 4 Sitze |

(Quelle:)

### Ortsbürgermeister
Der Ortsbürgermeister ist seit 2016 Heinz-Günter Jaster (SPD). Seine Stellvertreterin ist seit 2021 Magdalena Itrich (SPD).
.
Der Vorgänger vom jetzigen Ortsbürgermeister war von 2006 bis 2016 Günther Falldorf (SPD).